# Blue Boy, un cavallo per un quadro
Blue Boy, un cavallo per un quadro (Wrong Again), noto anche come  Di nuovo sbagliato, è un film comico muto del 1929 prodotto da Hal Roach, diretto da Leo McCarey e interpretato da Laurel e Hardy.

## Trama
Stanlio e Ollio lavorano come stallieri in una scuderia accudendo un cavallo di razza di nome Blue Boy. Ascoltano parte di una conversazione tra due uomini che dicono che il famoso Blue Boy è stato rubato e che il proprietario ha offerto una ricompensa di 5.000 dollari per la sua restituzione. I due amici pensano che si tratti proprio del cavallo di cui si stanno prendendo cura e, ottenuto l'indirizzo di colui che ha offerto la ricompensa, vi si recano portando con loro il quadrupede. Nel frattempo, due poliziotti irrompono nel covo dei ladri che hanno rubato il famoso dipinto del XVIII secolo di Thomas Gainsborough, dal titolo "Blue Boy". Uno dei poliziotti telefona a casa del proprietario del quadro rubato dicendogli che è stato ritrovato. Il proprietario gli chiede, allora, di riportarglielo subito a casa. Ad arrivare per primi, sono, però, Stanlio e Ollio a cui, il proprietario, affacciatosi alla finestra ma non vedendo il cavallo, getta la chiave della porta dicendo loro di entrare in casa insieme a "Blue Boy", credendo che si tratti del quadro che gli viene restituito. I due sono sorpresi ma fanno come gli è stato detto. Aspettando seduti sul divano che il padrone scenda, Ollio spiega all'amico che le persone ricche agiscono al contrario di ciò che fanno le persone normali, portando, come esempio delle loro stranezze, il fatto che il padrone di casa si stia facendo il bagno di lunedì. Dall'alto delle scale, il proprietario del quadro chiede ai due eroi di mettere il "Blue Boy" sopra il pianoforte, perché è sempre stato lì. 

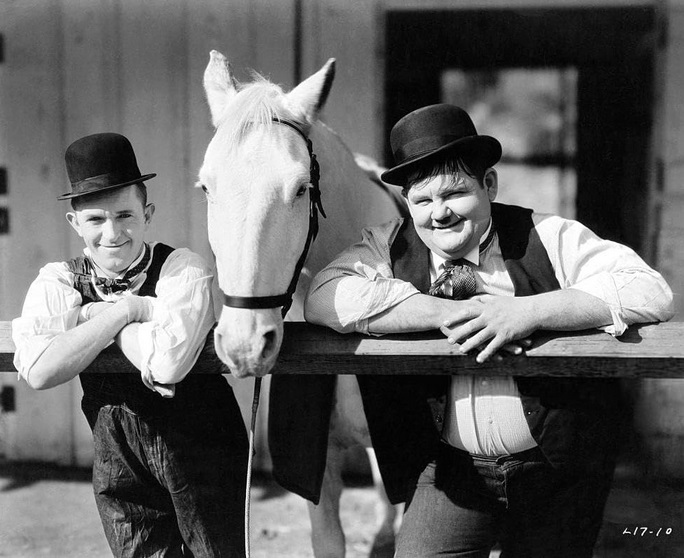
Laurel & Hardy in una foto di scena

I due stallieri, perplessi ma adesso entrambi consapevoli delle stranezze dei ricconi, obbediscono. Dopo un inseguimento reciproco del cavallo e dei due amici, finalmente l'animale viene fatto salire sul pianoforte a cui però, per il peso eccessivo, si stacca una gamba. A fatica i due riescono, dopo molti tentativi dolorosi per Ollio e disturbati anche dal cavallo dispettoso che sposta continuamente il cappello di Stanlio, a mettere il cavallo sul pianoforte e lo comunicano al proprietario il quale dice loro di chiudere la tenda della stanza perché vuole fare una sorpresa a sua madre quando questa rincaserà. La madre però, giunge a casa insieme alla polizia ed al vero "Blue Boy". Del tutto sbalordito, il padrone di casa chiede ai due stallieri cosa hanno messo dietro la tenda. Imbarazzatissimo, Ollio ammette di aver commesso un piccolo errore e insieme a Stanlio ed al cavallo escono rapidamente dalla casa. Il padrone di casa, infuriato, insegue Stanlio e Ollio con un fucile, danneggiando, nella foga, il quadro ma ritorna poco dopo con un agente di polizia che ha colpito al posteriore.

## Distribuzione italiana
Presente in varie antologie di Stanlio e Ollio in vhs, e dvd, coi sottotitoli tradotti, della comica esiste anche una versione sonorizzata dalla RAI col doppiaggio di Enzo Garinei e Giorgio Ariani, e commento musicale di Piero Montanari.